# Henrik av Gent
Henrik av Gent, även Henricus Gandavensis, född cirka 1217 i närheten av Gent, död 29 juni 1293, var en medeltida skolastisk filosof. Han är känd för den teologiska avhandlingen Quaestiones ordinariae, i vilken han berör samtidens omtvistade frågor.